# Anisodes homostola
Anisodes homostola là một loài bướm đêm trong họ Geometridae.